# Almanac
Almanac (с англ. — «альманах») — неоклассическая метал-группа из Германии, основанная в 2015 году гитаристом, продюсером и композитором белорусского происхождения Виктором Смольским. Как и в другом сайд-проекте Смольского под названием Lingua Mortis Orchestra, здесь представлены песни, написанные для группы и оркестра с несколькими ведущими вокалистами.

## История
После 15 лет творческой карьеры в немецкой группе RAGE, записи 10 альбомов, многочисленных турне и концертных выступлений гитарист Виктор Смольский решил покинуть коллектив и сосредоточиться на новых музыкальных задачах.
В 2015 году на Франкфуртской музыкальной ярмарке Виктор Смольский представил свою новую группу. В ALMANAC Виктор продолжил концепцию, которую он начал проповедовать в проекте Lingua Mortis Orchestra (LMO), в составе которого в 2013 году записал успешный альбом LMO. Работа была полностью составлена из песен Виктора, которые сочетали в себе хэви-метал и классическую музыку. Все композиции написаны специально для группы с оркестром и исполнялись несколькими членами команды с женским и мужским вокалами. Работа с LMO продолжилась в ALMANAC, где тяжёлые риффы переплелись с узнаваемым звучанием Lingua Mortis Orchestra. Помимо Виктора, в состав новой группы вошли бывшие участники LMO: Жанетт Марчевка (вокал) и Энрик Гарсия (клавишные). Состав коллектива дополнили бас-гитарист Армин Алик, барабанщик Майкл Колэр, а также два вокалиста – Дэвид Ридмен (Pink Cream 69) и Энди Б. Франк (Brainstorm).
В начале 2015 года музыканты дали несколько шоу в Германии, а к концу весны группа подписала контракт с лейблом Nuclear Blast и приступила к работе над своим дебютным альбомом.
В августе 2015 года ALMANAC выступили на масштабном фестивале Wacken Open Air .
В начале сентября 2015 года началась запись дебютного альбома, которая проходила в различных студиях и странах.
15 ноября 2015 года музыканты выступили на Winter Masters of Rock, одном из самых крупных рок-фестивалей в Чехии. В ходе выступления ALMANAC исполнили новые песни из грядущего дебютного полноформатного альбома, который был записан уже к концу года.
Альбом Tsar вышел в свет 18 марта 2016 года. Он достиг в чартах Германии и Швейцарии высоких позиций и был номинирован на Metal Hammer Awards 2016 года как "Лучший дебют в мире" . Концептуальный альбом рассказывает о времени правления Ивана Грозного.
После продолжительного мирового турне в поддержку альбома Tsar ALMANAC приступают к записи нового альбома. К этому времени в группе почти полностью меняется состав: место бас-гитариста занял Тим Рашид, барабанщика – Кевин Котт, на вокал был приглашен певец Патрик Зюл.
Второй студийный альбом ALMANAC, Kingslayer, вышел на лейбле Nuclear Blast в ноябре 2017 года и стал номером один по итогам 2017 года на портале Worship Metal .
В начале 2019 года ALMANAC отыграли ряд концертов в рамках европейского тура Best of vs Kingslayer Tour 2019. На концертах тура ALMANAC исполняли не только композиции из последних двух альбомов – Tsar и Kingslayer, но также известные песни RAGE и Lingua Mortis Orchestra в первоначальных, оригинальных версиях Виктора Смольского.

## Состав

### Нынешний
- Виктор Смольский — гитара.
- Патрик Зюл — вокал.
- Жанетт Марчевка — вокал.
- Франк Бек — вокал.
- Тим Рашид — бас-гитара.
- Кевин Котт — ударные.

### Бывшие участники
- Энрик Гарсия — клавишные (2015)
- Армин Алик — бас-гитара (2015—2016)
- Майкл Колар — ударные (2015—2016)
- Атанасиос Тсукас — ударные (2017)
- Дэвид Ридмэн — вокал (2015—2017)
- Энди Б. Франк — вокал (2015—2017)

## Дискография

### Студийные альбомы
- Tsar (2016)
- Kingslayer (2017)
- Rush of Death (6 марта 2020)